# 2000-ih
3. tisućljeće
◄ | 20. stoljeće | 21. stoljeće | 22. stoljeće | ►
◄ | 1970-ih | 1980-ih | 1990-ih | 2000-ih | 2010-ih | 2020-ih | 2030-ih | ►
2000. | 2001. | 2002. | 2003. | 2004. | 2005. | 2006. | 2007. | 2008. | 2009.

## Događaji i trendovi
- Velik razvoj moderne tehnologije. Mobilni telefoni postali su općeprisutni, a u polju zabave DVD-i su uvjerljivo nadmašili VHS kasete kao medij za pohranjivanje filmova dok je internet postao dostupan velikomu broju ljudi. Nastanak Wikipedije, Facebooka i YouTubea.
- Desetljeće je obilježeno i velikim porastom terorizma u svijetu nakon napada na World Trade Center u New Yorku i Pentagon koji su se dogodili 11. rujna 2001. godine.
- 19. travnja 2005. izabran je novi papa - Benedikt XVI.
- 2009. stupio na dužnosti prvi afroamerički predsjednik SAD-a: Barack Obama.

## Svjetska politika
- Nastale nove neovisne države: Istočni Timor, Crna Gora, Srbija i Kosovo
- Pokrenut Rat protiv terorizma.